# Hipstamatic

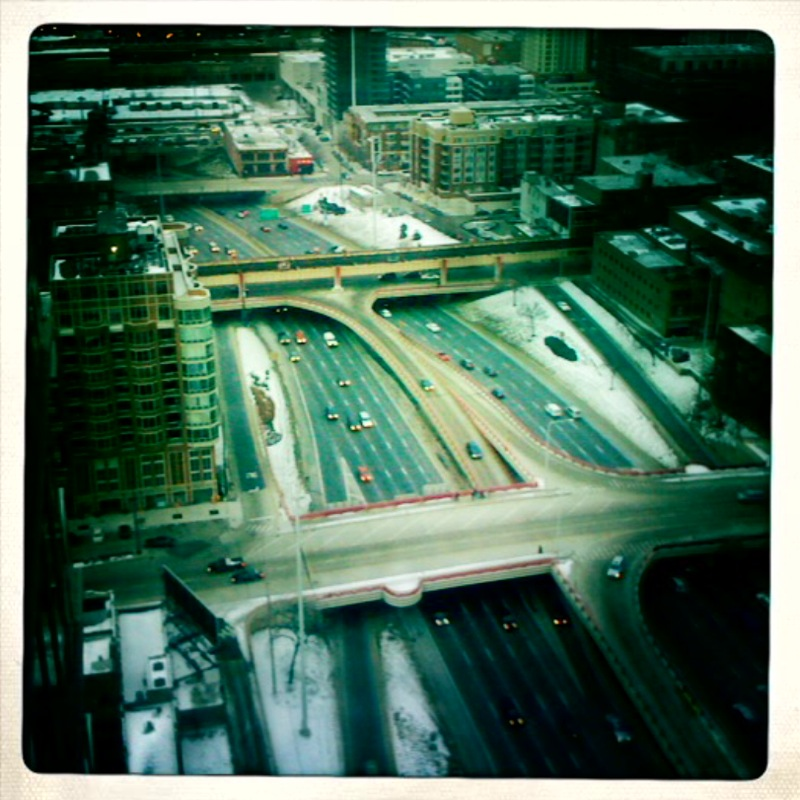
Met Hipstamatic gemaakte foto

Hipstamatic is een applicatie voor de iPhone die foto's bewerkt. Foto's die ermee zijn gemaakt, zien eruit alsof ze zijn gemaakt met een gebrekkige ouderwetse camera (zoals de Kodak Instamatic). De applicatie werd reeds 4 miljoen keer verkocht sinds november 2010 (cijfers uit 2012). Uit ruim 1500 naar Flickr geüploade foto's werden zestig Hipstamaticfoto's geselecteerd die werden tentoongesteld in de Kunsthal Rotterdam.